# Pilar Javaloyas
Pilar Javaloyas es una deportista española que compitió en natación adaptada. Ganó once medallas en los Juegos Paralímpicos de Verano entre los años 1980 y 1988.

## Palmarés internacional
| Juegos Paralímpicos | Juegos Paralímpicos                                        | Juegos Paralímpicos | Juegos Paralímpicos |
| Año                 | Lugar                                                      | Medalla             | Prueba              |
| ------------------- | ---------------------------------------------------------- | ------------------- | ------------------- |
| 1980                | Arnhem (Países Bajos)                                      | Medalla de plata    | 100 m braza 6       |
| 1980                | Arnhem (Países Bajos)                                      | Medalla de plata    | 100 m espalda 6     |
| 1980                | Arnhem (Países Bajos)                                      | Medalla de plata    | 100 m libre 6       |
| 1980                | Arnhem (Países Bajos)                                      | Medalla de plata    | 100 m mariposa 6    |
| 1980                | Arnhem (Países Bajos)                                      | Medalla de plata    | 200 estilos 6       |
| 1984                | Nueva York (Estados Unidos) Stoke Mandeville (Reino Unido) | Medalla de plata    | 100 m espalda L5    |
| 1984                | Nueva York (Estados Unidos) Stoke Mandeville (Reino Unido) | Medalla de bronce   | 100 m mariposa L5   |
| 1984                | Nueva York (Estados Unidos) Stoke Mandeville (Reino Unido) | Medalla de bronce   | 200 m estilos L5    |
| 1988                | Seúl (Corea del Sur)                                       | Medalla de oro      | 100 m espalda 6     |
| 1988                | Seúl (Corea del Sur)                                       | Medalla de oro      | 100 m mariposa 6    |
| 1988                | Seúl (Corea del Sur)                                       | Medalla de bronce   | 400 m libre 6       |